# 特里布万
特里布万·比爾·比克拉姆·沙阿·德瓦（1906年6月30日—1955年3月13日），又译特里布文，是尼泊爾沙阿王朝的第9任國王（1911年—1950年，1951年—1955年在位）。

## 生平
特里布萬生於尼泊爾首都加德滿都，父親於其於11歲時駕崩，由特里布萬繼位。當時尼泊爾國王僅為虛位元首，實權掌握在權臣世家拉納家族之中，首相一職由該家族世襲，該家族統治時期以專制，荒蕩，經濟剝削和宗教迫害著稱。
第一次世界大戰期間，王室和拉納家族之間的緊張關係達到了頂點。拉納家族想參戰支持控制南方之印度的英國；年輕的國王最終下令參戰。
到1930年代中期，民眾對拉納家族的不滿活動開始，特里布萬本人也支持推翻拉納家族的運動，尤其是尼泊尔大会党。拉納家族則鎮壓自由運動以遂行其統治。
特里布萬與尼泊爾大會黨合作以求推翻拉納家族的統治。1950年11月，在一場推翻拉納家族的寡頭政治（該政權統治尼泊爾已有一個多世紀了）的活動，特里布萬與兒子及長孫等人至印度大使館尋求庇護。首相莫汉·沙姆谢尔·詹格·巴哈杜尔·拉纳，於1950年11月7日召開內閣緊急會議，宣布特里布萬四歲的孫子賈南德拉為尼泊爾的新國王。 在11月10日，兩架印度飛機降落在Gauchar機場（現稱特里布萬國際機場），王室成員除了新任國王賈南德拉以外，皆乘飛機至新德里，並受到印度總理賈瓦哈拉爾·尼赫魯和其他高級官員的歡迎。國王離開導致尼泊爾發生了大規模的遊行示威，迫使拉納家族的首相莫汉·沙姆谢尔·詹格·巴哈杜尔·拉纳與特里布萬和尼泊爾大會黨進行談判。1950年11月22日，印度總理尼赫魯宣布印度將不承認賈南德拉為尼泊爾的合法國王。莫漢首相看到局勢失控，派遣國王的姐夫凯泽·沙姆谢尔·詹格·巴哈杜尔·拉纳與比贾亚·沙姆谢尔·詹格·巴哈杜尔·拉纳（莫汉首相之子）至新德里與國王談判。在新德里，特里布萬國王、尼泊爾大會黨、拉那政府的代表進行會談。最後於1951年2月15日達成協議，同意由特里布萬國王為首組成新政府，政府組成中拉納家族與尼泊爾大會黨勢力各半；特里布萬國王於1951年2月18日返回尼泊爾，三天以後國王正式宣布拉納家族的統治結束，成立民主體系，但是莫漢仍繼續當了幾個月的首相。
今日尼泊爾全国唯一的国际机场—特里布万国际机场以他的名字命名。